# IC 284
IC 284 — галактика типу Sd () у сузір'ї Персей.
17 грудня 2019 року була названа на честь корейської k-pop групи Monsta X 
Цей об'єкт міститься в оригінальній редакції індексного каталогу.